# Alain Bosquet
Anatole Bisk, llamado Alain Bosquet, nacido en Odesa (Ucrania) el 28 de marzo de 1919 y fallecido en París el  17 de marzo de 1998, fue un poeta, periodista y literato francés de origen ruso.

## Datos biográficos
Fue hijo de Alexandre Bisk, negociante en timbres de correo y poeta, y de Berthe Turianski. Señala en su libro Una madre rusa sus orígenes judíos y su confrontación a la política racial nazi. Emigrado a Bélgica, realizó sus estudios en la Universidad Libre de Bruselas y después en la  Sorbona de París.
Movilizado militarmente en 1940, combatió durante la Segunda Guerra Mundial en el ejército belga, y luego en el ejército estadounidense y finalmente en el ejército francés. Fue redactor del primer periódico de Charles de Gaulle, La Voz de Francia  en Nueva York, en 1942. Desembarcó con el ejército estadounidense en Normandía en junio de 1944.
De 1945 a 1951 estuvo a cargo de la  misión aliada cuadripartita en Berlín.
En 1958 partió para radicar durante dos años en los Estados Unidos donde fue profesor de literatura francesa en la universidad Brandeis.
Fue luego profesor de literatura estadounidense en la facultad de letras de Lyon de 1959 a 1960.
De 1961 a 1971, fue director literario de las ediciones Calmann-Lévy.
Fue periodista, traductor y crítico literario (Combate 1952/1974 - Le Monde 1960/1984 – El Figaro y El Diario de París), consagrándose más tarde a la novela y a la poesía. Escritor prolífico, publicó entre otra otras obras Lengua muerta, La Confession mexicana, El Middle West, Pierre Emmanuel, Una madre rusa, La Niña que eras, Ni guerra ni paz, Las Fiestas crueles, El Oficio de rehén, y tres novelas aparecidas en un tomo, Las Soledades.
Entre los principales libros de poemas, todos editados por Gallimard, se cuenta Poemas (I), Poemas (II), Sonetos para un final de siglo, Un día después de la vida, El tormento de Dios, Verdugos y acróbatas, No soy un poeta de agua dulce.
Se hizo ciudadano francés en 1980, y fue elegido miembro de la Academia real de lengua y de literatura francesa de Bélgica en 1986.
Fundó y dirigió la revista Anotó Bene de 1981 a 1995. Fue miembro del comité de honor de la Casa internacional de los poetas y de los escritores de Saint-Malo.
Falleció en París el 17 de marzo de 1998 siendo inhumado el 21 de marzo en el  cementerio de Montmartre.

## Obra

### Poemas
- j'écrirai
- Les Mois de l'année
- L'image impardonnable, 1942
- La vie est clandestine, 1945
- À la mémoire de ma planète, 1948
- Langue morte, 1951
- Quel royaume oublié, 1955
- Premier testament 1957, prix Saint-Beuve
- Deuxième testament, 1959, prix Max-Jacob
- Maître objet, 1962
- Quatre testaments et autres poèmes 1967, grand prix de poésie de l'Académie française
- 100 notes pour une solitude 1969
- Notes pour un amour 1972
- Penser contre soi 1973
- Notes pour un pluriel 1974
- Livre du doute et de la grâce 1977
- Vingt et une nature morte ou mourantes 1978
- Poème un 1979
- Les Enfants 1980
- Raconte-moi le passé… 1980
- Sonnets pour une fin de siècle 1980
- Poème deux 1981
- Un jour après la vie 1984
- L’Autre Origine 1984
- Le Tourment de Dieu 1987, Prix Chateaubriand
- Bourreaux et acrobates, poèmes sans chauffeur 1990
- Le Gardien des rosées 1991
- Effacez moi ce visage 1991
- Capitaine de l’absurde 1991
- Demain sans moi 1994
- La Fable et le Fouet, 1995
- Je ne suis pas un poète d'eau douce, 1996
- Mer
- Les mots sont des êtres
- La Trompe de l'éléphant
- Un enfant m'a dit…
- Passage d'un poète
- Les Téléphones
- L'Homme civilisé
- l’intelligence

### Ensayos
- Saint-John Perse, 1953
- Pierre Emmanuel
- Walt Whitman
- Emily Dickinson
- Robert Sabatier
- Lawrence Durrell
- Conrad Aiken
- Carl Sandburg
- Anthologie de la poésie américaine 1956
- 35 jeunes poètes américains 1961
- Verbe et vertige 1962
- Les 20 Meilleures Nouvelles françaises (1964), éd. Gérard et Cie, coll. " Bibliothèque Marabout Géant " número 192.
- Les 20 Meilleures Nouvelles russes (1964), éd. Gérard et C°, coll. " Bibliothèque Marabout Géant " número 202.
- Middle West, 1967
- Un atlas des voyages, 1967
- Injustice, 1969
- Roger Caillois, 1971
- En compagnie de Marcel Arland, 1973
- Pas d’accord Soljénitsyne, 1974
- Nicoïdski - Un colosse de la peinture, éditions Galerie Jade, Colmar, 1977
- Guansé, éditions du Musée des Beaux-Arts d'Arras, 1979
- La Poésie française depuis 1950, une anthologie, 1979
- Van Gogh, 1980
- Trois peintres russes à Paris - Pougny, Krémègne, Blond, éditions la Différence/Le Sphinx, 1980
- Braché - Les machines qui respirent, Éditions Galleria Annunciata, Milan, 1981
- Paul Jenkins , 1982, réédition 1990, éditions Henri Veyrier - Librairie de l'avenue, Paris, 63 p. ISBN 978-2851992734
- La poésie francophone de Belgique, 1987
- La Mémoire ou l’oubli, 1990
- Marlène Dietrich, une amour par téléphone, 1992
- La Russie en lambeaux, 1991
- Les cent plus beaux poèmes du monde, Le Cherche Midi, 1995

### Novelas
- La Grande Éclipse 1952
- Le Singe de Dieu 1953 (republié sous le titre Ni singe, ni Dieu)
- Le Mécréant 1960
- Un besoin de malheur 1963
- La Confession mexicaine 1965
- Les Tigres de papier 1968
- L’Amour à deux têtes 1970
- Chicago, oignon sauvage 1971
- Monsieur Vaudeville 1973
- L’Amour bourgeois 1974
- Les Bonnes Intentions 1975
- Une mère russe 1978 (Grand prix du Roman de l'Académie française 1978)
- Jean-louis Trabart, médecin  1980
- L’Enfant que tu étais 1982
- Ni guerre, ni paix 1983
- Les Petites Éternités 1984
- Les Fêtes cruelles 1984
- Lettre à mon père qui aurait eu 100 ans 1987
- Claudette comme tout le monde 1991
- Les Solitudes 1992
- Portrait d'un milliardaire malheureux : récit, 1997
- Un départ, 1999

### Relatos
- Georges y Arnold, Arnold y Georges, 1995
- Marlène Dietrich, Un amor por teléfono, París, La Diferencia, 1992, rééd. coll. « Minos », 2002.

### Teatro
- Un preso en Auschwitz, 1991
- Kafka-Auschwitz, 1993

## Distinciones y condecoraciones
- Premio de poesía el Metais-Larivière (otorgado por la Academia francesa) 1968
- Premio Chateaubriand 1986
- Premio San Simón 1987 para Carta a mi padre que habría habido 100 años
- Premio Goncourt de Poesía 1989
- Gran premio de la poesía de la ciudad de París 1991
- Premio de la lengua.  Francia 1992
- Gran premio de poesía de la SGDL (Sociedad de la gente de letras) 1996
- Oficial de la Legión de Honor